# Avenue du Général-de-Gaulle (Maisons-Alfort)
Pour les articles homonymes, voir Avenue du Général-de-Gaulle.
L'avenue du Général-de-Gaulle est une des voies majeures de Maisons-Alfort dans le Val-de-Marne. 

## Situation et accès
Au sud, sa desserte est assurée par la gare de Maisons-Alfort - Alfortville.

## Origine du nom

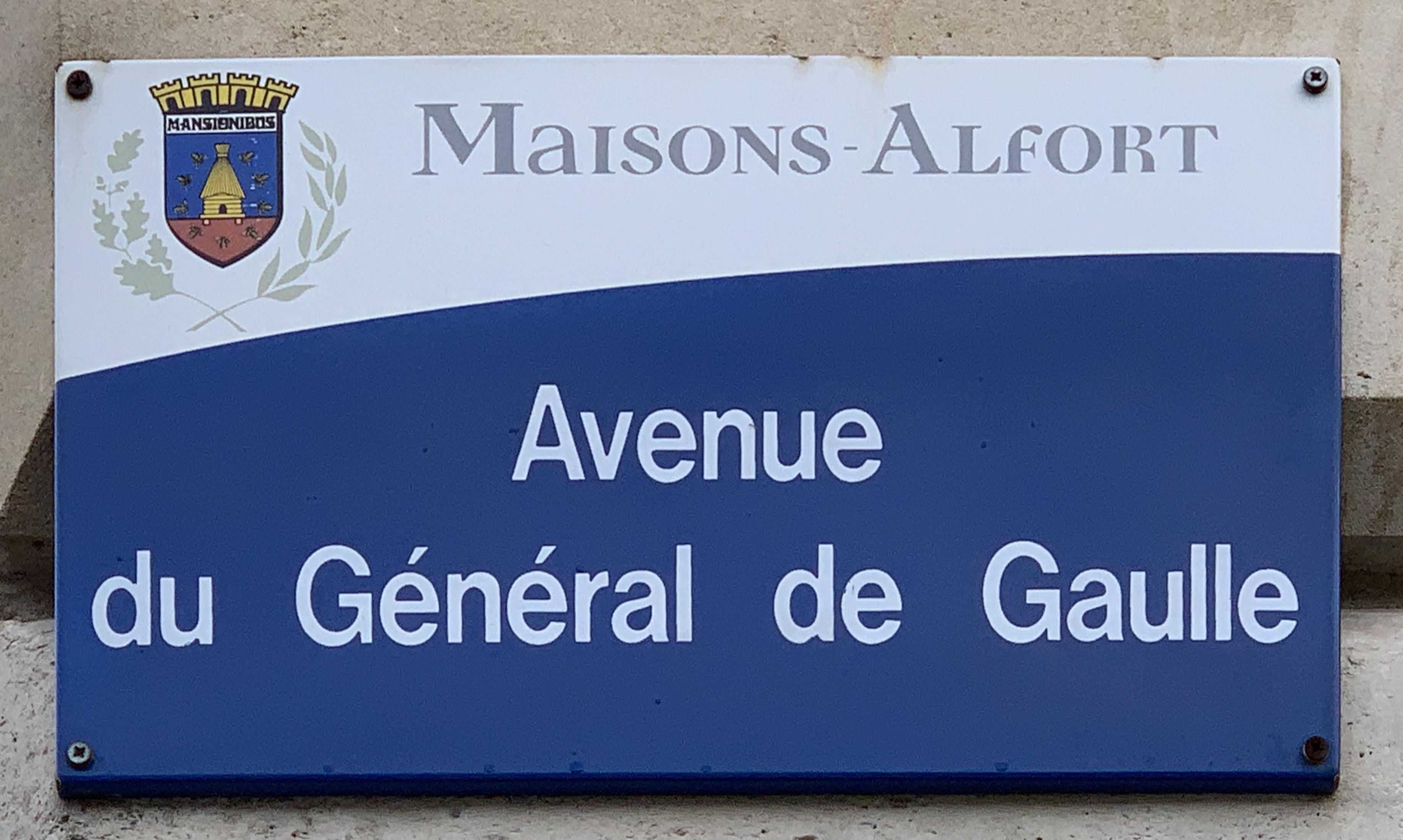
Plaque émaillée de l'avenue du Général-de-Gaulle; cliché pris en 2021.

Cette avenue a été renommée en l'honneur de Charles de Gaulle (1890-1970), général, chef de la France libre et président de la République française de 1959 à 1969.

## Historique

Carte postale: La Grande-Rue lors de la crue de la Seine de 1910.

Sa proximité avec le fleuve en fit un endroit dévasté lors de la crue de la Seine de 1910.

## Édifices remarquables
- Hôtel-de-ville de Maisons-Alfort, ancien fief de l’Image, ancienne propriété Lesieur, acquise en 1894, et dont l'inauguration a eu lieu en 1896[3].
- École nationale vétérinaire d'Alfort, créée en 1765[1].
- Musée Fragonard de l'École vétérinaire de Maisons-Alfort.
- Fort de Charenton, construit en 1842.
- Stade Maurice-Cubizolles.
- Théâtre Debussy.
- Des scènes du film Gas-oil y ont été tournées en 1955.
- Emplacement de l'ancien Château de Saint-Georges, construit avant 1640, et dont quelques bâtiments subsistent, près de la rue Saint-Georges[4].